# Fore (peuple)

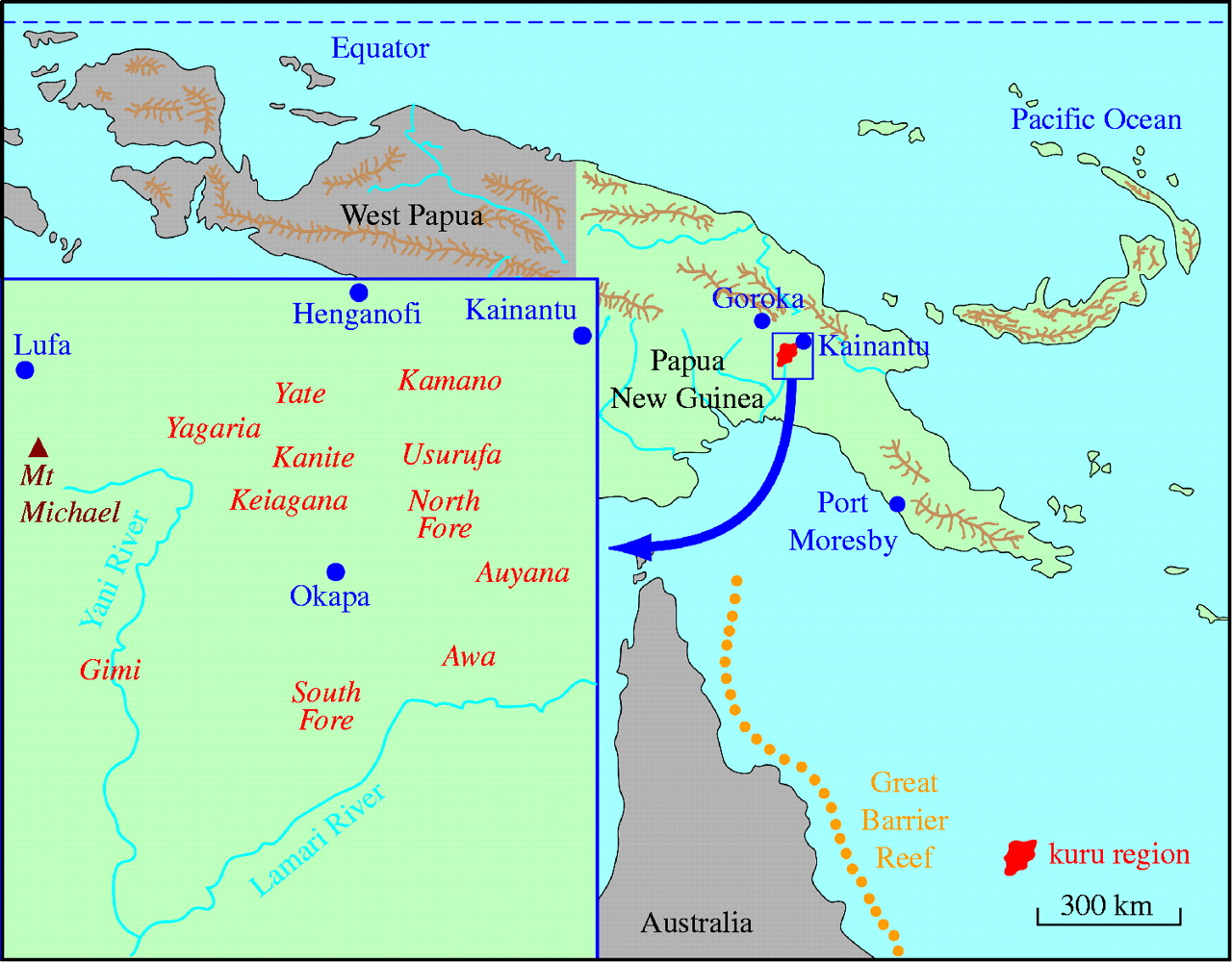
Délimitation de la région d'Okapa habité par le peuple Fore.

Le peuple Fore est un peuple papou. Cette population aborigène vit dans les hauteurs de l’est de la Nouvelle-Guinée, actuellement en Papouasie-Nouvelle-Guinée.
Il est en particulier connu pour avoir été victime d'une épidémie d'une maladie appelée « kuru ».

## Le kuru
Le kuru est une maladie à prions (comme la maladie de la vache folle), découverte en Nouvelle-Guinée au début du XXe siècle.
La maladie du kuru a été décrite chez le peuple des Fore (en) de Nouvelle-Guinée par D.Carleton Gajdusek (prix Nobel de médecine 1976). Quoique distinct de la maladie de Creutzfeldt-Jakob, le kuru est également une encéphalopathie spongiforme transmissible. Son mode de transmission a pu être relié à un rite funéraire anthropophage. Le mot kuru signifie « trembler de peur », en fore.